# Copilia quadrata
Copilia quadrata är en kräftdjursart som beskrevs av James Dwight Dana 1849. Copilia quadrata ingår i släktet Copilia och familjen Sapphirinidae. Inga underarter finns listade i Catalogue of Life.